# العيان (يريم)

تعديل مصدري - تعديل

العيان هي إحدى قرى عزلة بني عمر بمديرية يريم التابعة لمحافظة إب، بلغ تعداد سكانها 476 نسمة حسب تعداد اليمن لعام 2004.